# ユブラジ・シン
ユブラジ・シン(Yuvraj Singh、1980年12月12日 - )は、インドのチャンディーガル出身の元プロクリケット選手。元インド代表。左投左打。オールラウンダー。2019年6月に現役引退。
歴代でもインドを代表する選手の一人。2011年のクリケット・ワールドカップで優勝に大きく貢献し、大会MVPに相当するプレーヤー・オブ・ザ・シリーズを受賞。2012年にインドのスポーツ界の最高栄誉の一つとされるアルジュナ賞を受賞。2014年にインドの民間人に贈られる4番目に格式がある勲章であるパドマ・シュリー勲章を受賞。2019年のESPNの調査によると、世界で最も有名なアスリート18位にランクインした。